# Széktói Stadion
A Széktói Stadion a Kecskeméti TE futballcsapatának stadionja. A Kecskeméti Atlétika és Rugby Club a 4. pályán játssza a legtöbb mérkőzését, de a fontosabb találkozókra a centerpályán kerül sor.

## Története
A  Széktói Stadiont 1962-ben adták át, megépítésében sok városlakó is részt vett, társadalmi munkában. A labdarúgók augusztus 20-án avatták fel, egy Kecskeméti Dózsa–Ganz MÁVAG mérkőzéssel (2:0). A területen már az ezt megelőző évtizedekben is rendszeresen rendeztek labdarúgó mérkőzéseket. Érdekesség, hogy 1983 október 29-én itt játszották a ZTE – Ferencvárosi TC Magyar kupa-mérkőzést.

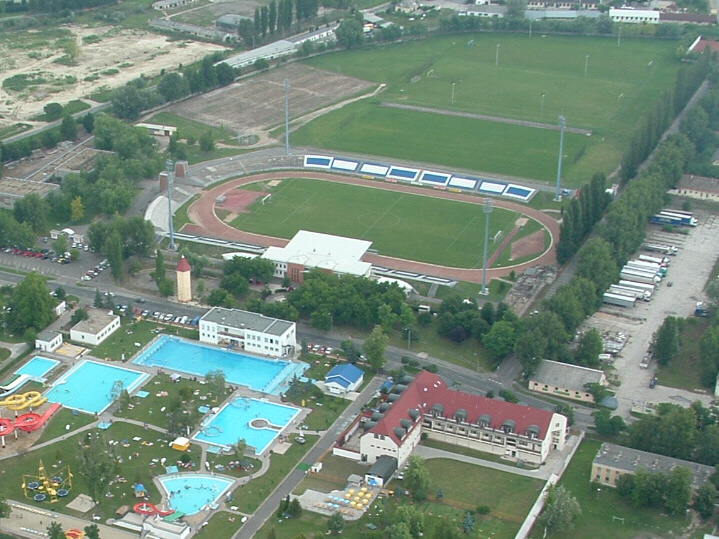
A Széktói Stadion madártávlatból

Egy 2002-ben induló országos stadionfelújítási program keretében, tekintettel létesítmény romló állapota és a növekvő minőségi követelmények miatt 2002-ben felújították. Megnőtt az ülőhelyek száma, a fedett lelátórész is bővült, felhúztak egy modern fejépületet, valamint sor került az 500 lux szabvány fényerejű világítás felszerelésére is. Később az eredményjelzőt is korszerűbbre cserélték. Mindez több, mint félmilliárd forintba került. 2008-ban, a feljutás után a fényerőt 1200/1000 luxra bővítették. Elkészült a negyedik edzőpálya is. 2009-ben pedig automata öntözőrendszert építettek ki a stadionban. Érdekesség, hogy a műanyag székek színe azért kék-fehér, mert eredetileg nem a lila-fehér KTE, hanem a felújítás idején rövid ideig létezett KFC színeit adaptálták. A VIP-szektorban már megkezdődött a székek lilára cserélése.
A 2002-es munkálatok után rendeztek a stadionban ifjúsági válogatott mérkőzést, rögbi-döntőt (Kecskeméti Atlétika és Rugby Club) és nemzetközi mérkőzést, valamint fogathajtó vb-t és nemzetközi díjugrató versenyt is. 
2010-ben a Stadion adott otthont a Magyar labdarúgó-ligakupa döntőjének, melyet a DVSC nyert meg, pár héttel később pedig ugyanitt szerezte meg a hajdúsági csapat az ötödik bajnoki címét is.

## Nézőcsúcsok
Nézőcsúcsok a KTE részvétele nélkül, még a felújítás előtt:
- Magyar olimpiai válogatott – Románia 0-0 (1964. május 20.) kb. 12.000
- KSC – Magyarország 1:8 (nem hivatalos mérkőzés) (1978. tavasz) kb. 15.000
- FTC – ZTE 0-2 (Magyar kupa) (1983 október 29.) kb. 14.000

Nézőcsúcsok a KTE mérkőzésein:
- A felújítás (2002) előtt: KTE – Diósgyőr 1-0 (1995. ősz) kb. 8.000
- A felújítás  után: KTE – Ferencváros 2-2  (2006. IX. 16.): 8000-8.500
- Az NB I-ben: KTE – DVSC 1-0 (2010. V. 23.) 6000

## Elérhetőségek
- Cím: 6000 Kecskemét, Csabay Géza körút 1/A.
- Telefon: +36 (76) 415-812

## Megközelítése
A stadion a Csabay Géza körút és az Olimpia utca által határolt területen helyezkedik el.
- Helyi buszokkal több megállóhely is szóba jöhet:[11]
  - Uszoda (Stadion megközelítése az Olimpia utca felől),
  - Megyei Kórház (megközelítés a Sport utca, Csabay Géza körút felől),
  - Strand megállónál közvetlenül a Stadionhoz jutunk.
- A helyi buszállomástól (Noszlopy Gáspár park) az Uszoda az 1-es és a 15-ös, a Megyei Kórház az 1-es, a 15-ös és a 19-es járatokkal érhető el, a Strand megállóhelyet a 22-es buszjárat érinti.
- A Széchenyi térről az Uszoda és a Megyei Kórház a 11-es és a 17-es járatokkal érhető el.
- Vonattal Kecskemétre érkezőknek könnyen megtalálható a helyi buszpályaudvar, hiszen a vasútállomás szomszédságában helyezkedik el, de vonattal is megközelíthető a 142-es Budapest-Lajosmizse-Kecskemét vasútvonal Kecskemét - Máriaváros vasútállomásától kb. 1 km gyalog 12-13 perc.